# Ново-Ільїнка
Ново-Ільї́нка (каз. Ново-Ильинка) — село у складі Шемонаїхинського району Східноказахстанської області Казахстану. Входить до складу Первомайської селищної адміністрації.
Населення — 278 осіб (2021; 470 у 2009, 456 у 1999, 428 у 1989).
Національний склад станом на 1989 рік:
- росіяни — 100 %

Станом на 1989 рік село називалось Новоільїнка.